# Transcreen
TranScreen, Amsterdam Transgender Filmfestival, is een meerdaags filmfestival dat door de stichting Transmotion tweejaarlijks wordt georganiseerd in Amsterdam. Het festival heeft als doel heeft om de zichtbaarheid van genderdiversiteit te vergroten en acceptatie en empowerment van trans- en genderdiverse mensen te bevorderen. Het is het grootste transgenderfilmfestival in Europa.
De eerste editie vond plaats in 2011 in Amsterdam, sindsdien is er om het jaar een festival geweest, met de vijfde jubileumeditie in 2019 in Kriterion in Amsterdam. In 2024 werd een speciale ReWind editie georganiseerd ter gelegenheid van het 15-jarig bestaan van het festival.
TranScreen vertoont films over transgender mensen die veelal ook zijn gemaakt door of met transgender mensen. De organisatie achter het festival is van mening dat dit de representatie van transgender mensen bevorderd. Het festival is voor transgender, gender-nonconforming en intersekse mensen en hun bondgenoten. Sinds 2019 organiseert TranScreen in Kriterion ook buiten het festival om vertoningen van films met een transgenderthema.
Het spin-off festival 'TranScreen on Tour' wordt sinds 2023 jaarlijks georganiseerd in Den Haag.